# Bardziława
Bardziława (biał. Барздзілава; hist. Bardziłowo, Bardziłowicze) – nieistniejąca obecnie wieś i majątek na Białorusi, w rejonie wierchniedźwińskim obwodu witebskiego, nad Dźwiną, około 5 km na wschód od Dzisny.
Wieś szlachecka położona była w końcu XVIII wieku w województwie połockim.

## Historia
Po I rozbiorze Polski w 1772 roku dobra te, wcześniej należące do województwa połockiego Rzeczypospolitej, znalazły się na terenie powiatu drysieńskiego Imperium Rosyjskiego. 
W XX wieku, po ustabilizowaniu się granicy polsko-radzieckiej Bardziłowo znalazło się w ZSRR. Dźwina była rzeką graniczną II Rzeczypospolitej. Od 1991 roku miejsce, gdzie wcześniej była wieś, znalazło się na terenie Białorusi.
Wieś istniała jeszcze na polskiej mapie taktycznej z 1932 roku (opracowanej na podstawie map wiorstowych z lat 1916–1930), na której zaznaczono istnienie tu zarówno wsi Bardziłowo, jak i folwarku Bardziłowo (zabudowań dworu i sadu). Obecnie (na mapach radzieckich z 1966 roku oraz na mapach współczesnych) w miejscu folwarku nie ma żadnych zabudowań, na miejscu wsi znajdują się nieliczne zabudowania malutkiej wioski o dawnej nazwie Zamoście (a obecnej – Замошша, Zamoszsza).

## Bardziłowo a Bardziłowicze
Majątek w Bardziłowiczach jest opisany w 1. tomie Dziejów rezydencji na dawnych kresach Rzeczypospolitej Romana Aftanazego. Wieś Bardziłowicze została wymieniona również w 15. tomie Słownika geograficznego Królestwa Polskiego. W źródłach tych wspomniano, że Bardziłowicze znajdowały się:
- w powiecie dryssieńskim[5] (Bardziłowo znajdowało się na terenie tego byłego powiatu)
- tuż nad rzeką Dźwiną[4] (folwark Bardziłowo znajdował się tuż nad tą rzeką, a wieś – około 2 km od rzeki)
- koło Dryssy[4], obecnie Wierchniedźwińska (Bardziłowo znajdowało się 33 km na południowy wschód od tego miasta)
- dwór znajdował się między Dźwiną Zachodnią a dużym lasem mieszanym. Na mapie z 1932 roku właśnie taka jest lokalizacja dworu i folwarku Bardziłowo.

Jednak w adnotacjach do mapy załączonej w dziele Aftanazego stwierdzono, że autorom mapy nie udało się zlokalizować majątku Bardziłowicze.
W tomie dotyczącym obwodu witebskiego Słownika nazw miejscowości Białorusi (Mińsk, 2009) istnieje informacja, że w przeszłości na terenie rejonu wierchniedźwińskiego znajdowała się w przeszłości wieś Bardziława.

## Dwór w Bardziłowiczach
Majątek w Bardziłowiczach został kupiony około 1840 roku przez Antoniego Michała Korsaka (1799–1876), który mieszkał tu do końca życia. Po jego śmierci spadek wraz z Bardziłowiczami otrzymał jego syn Piotr Michał (1859–1922), który był ostatnim właścicielem tego majątku.
Kupiwszy majątek Korsakowie zamieszkali w XVIII-wiecznym, niewielkim, parterowym, drewnianym, staropolskim dworku, z gankiem, którego trojkątny szczyt wspierał się na dwóch kolumnach. W drugiej połowie XIX wieku wnętrza zostały zmodernizowane, w centralnej części były dwutraktowe, z klasycznym rozkładem pomieszczeń. Właściciele zgromadzili w bibliotece kilka tysięcy tomów książek. 
Do dworu prowadziła aleja wjazdowa obsadzona topolami włoskimi, po obu stronach gazonu znajdowały się pomieszczenia gospodarcze: po lewej stronie wydłużona oficyna, po prawej natomiast zabytkowy spichlerz z XVI–XVII wieku. We folwarku stała również ogromna odryna, do wnętrza której, aż pod sam dach wjeżdżały wozy zwożące tu siano, wyko czy koniczynę i wyładowujące je do sąsieków.
Nie wiadomo, kiedy zabudowania dworu zostały zniszczone, a wieś opustoszała.